# Dietrich Thurau
Dietrich Thurau (Frankfurt del Main, 9 de novembre de 1954) és un ciclista alemany, ja retirat, que fou professional entre 1975 i 1989, durant els quals aconseguí 82 victòries.
Abans de passar al professionalisme va destacar en categoria júnior i amateur en proves de ciclisme en pista. El 1971 i 1974 es proclamà campió d'Alemanya de persecució i el 1973 i 1974 en americana. També guanyà el campionat de ciclisme en ruta de 1972 i el campionat del món de persecució de 1974.
En passar al camp professional, el 1975, Thurau continuà participant en proves de ciclisme en pista, sobretot durant els mesos d'hivern, coincidint amb la finalització de la temporada de ciclisme en ruta. El 1975 i 1976 es tornà a proclamar campió d'Alemanya en persecució, i el 1982 en americana.
En les proves en ruta aconseguí victòries d'etapa a les tres grans voltes: sis etapes al Tour de França, cinc d'elles en l'edició de 1977, cinc a la Volta a Espanya, totes el 1976, i dues al Giro d'Itàlia. El 1975 i 1976 es proclamà campió nacional en ruta.

## Palmarès en ruta
- 1974
  - 1r a la Volta a Colònia amateur
- 1975
  -  Campió d'Alemanya en ruta
  - 1r al Tour de l'Oise i vencedor d'una etapa
  - 1r al Gran Premi de Fourmies
- 1976
  -  Campió d'Alemanya en ruta
  -  Campió d'Alemanya de contrarellotge
  - Vencedor de 5 etapes a la Volta a Espanya i 1r de la classificació per punts 
  - Vencedor d'una etapa a la Volta a Suïssa
- 1977
  - 1r de la Volta a Andalusia i vencedor de 8 etapes
  - 1r al Gran Premi del cantó d'Argòvia
  - 1r al Gran Premi E3
  - 1r a l'Acht van Chaam
  - Vencedor de 5 etapes al Tour de França i  1r de la Classificació dels joves
- 1978
  - 1r al Campionat de Zúric
  - 1r a l'Étoile de Bessèges i vencedor de 4 etapes
  - 1r a Scheldeprijs
  - Vencedor de 2 etapes al Giro d'Itàlia
  - Vencedor d'una etapa a la Volta a Suïssa
  - Vencedor d'una etapa a la Volta a Bèlgica
- 1979
  - 1r a la Lieja-Bastogne-Lieja
  - 1r a la Volta a Alemanya i vencedor d'una etapa
  - 1r de la Volta a Andalusia i vencedor de 2 etapes
  - Vencedor d'una etapa al Tour de França
  - Vencedor d'una etapa a la París-Niça
- 1980
  - Vencedor d'una etapa del Tour del Tarn
- 1981
  - Vencedor de 2 etapes a la Volta a Alemanya
- 1987
  - Vencedor d'una etapa a la Volta a Suïssa

### Resultats al Tour de França
- 1977. 5è de la classificació general. Vencedor de 5 etapes. Porta el mallot groc durant 15 etapes.  1r de la Classificació dels joves
- 1979. 10è de la classificació general. Vencedor d'una etapa
- 1980. Abandona (10a etapa)
- 1982. Abandona (20a etapa)
- 1985. Abandona (10a etapa)
- 1987. Abandona (15a etapa)

### Resultats al Giro d'Itàlia
- 1978. Abandona. Vencedor de 2 etapes
- 1981. 14è de la classificació general
- 1982. Abandona
- 1983. 5è de la classificació general
- 1986. 18è de la classificació general
- 1987. 52è de la classificació general

### Resultats a la Volta a Espanya
- 1976. 4t de la classificació general. Vencedor de 5 etapes. 1r de la classificació per punts

## Palmarès en pista
- 1974
  -  Campió del món de persecució per equips amateur, amb Günther Schumacher, Peter Vonhof, Hans Lutz)
- 1975
  -  Campió d'Alemanya de persecució
  - 1r als Sis dies de Berlín (amb Patrick Sercu)
- 1976
  -  Campió d'Alemanya de persecució
  - 1r als Sis dies de Berlín (amb Günter Haritz)
  - 1r als Sis dies de Frankfurt (amb Günter Haritz)
- 1977
  - 1r als Sis dies de Frankfurt (amb Jürgen Tschan)
  - 1r als Sis dies de Dortmund (amb Jürgen Tschan)
- 1978
  - 1r als Sis dies de Berlín (amb Patrick Sercu)
  - 1r als Sis dies de Frankfurt (amb Patrick Sercu)
  - 1r als Sis dies de Grenoble (amb Patrick Sercu)
- 1979
  - Campió d'Europa de derny
  - 1r als Sis dies de Berlín (amb Patrick Sercu)
  - 1r als Sis dies de Dortmund (amb Patrick Sercu)
  - 1r als Sis dies de Múnic (amb Patrick Sercu)
- 1980
  - Campió d'Europa de derny
- 1981
  - 1r als Sis dies de Berlín (amb Gregor Braun)
  - 1r als Sis dies de Frankfurt (amb Gregor Braun)
  - 1r als Sis dies de Zuric (amb Albert Fritz)
- 1982
  -  Campió d'Alemanya de madison (amb Albert Fritz)
- 1983
  - 1r als Sis dies de Frankfurt (amb Albert Fritz)
  - 1r als Sis dies de Colònia (amb Albert Fritz)
  - 1r als Sis dies de Maastricht (amb Albert Fritz)
- 1984
  - 1r als Sis dies de Bremen (amb Albert Fritz)
  - 1r als Sis dies de Copenhaguen (amb Albert Fritz)
- 1985
  - 1r als Sis dies de Colònia (amb Danny Clark)
- 1986
  - 1r als Sis dies de Bremen (amb Josef Kristen)
  - 1r als Sis dies de Múnic (amb Danny Clark)
  - 1r als Sis dies de Maastricht (amb René Pijnen)
- 1987
  - 1r als Sis dies de Berlín (amb Urs Freuler)
  - 1r als Sis dies de Múnic (amb Urs Freuler)
  - 1r als Sis dies de Zuric (amb Urs Freuler)
  - 1r als Sis dies de Colònia (amb René Pijnen)
  - 1r als Sis dies de Bremen (amb Danny Clark)
- 1988
  - 1r als Sis dies de Stuttgart (amb Roman Hermann)